# Mesochorus nuncupator
Mesochorus nuncupator là một loài tò vò trong họ Ichneumonidae.